# Люнет (верстатне оснащення)

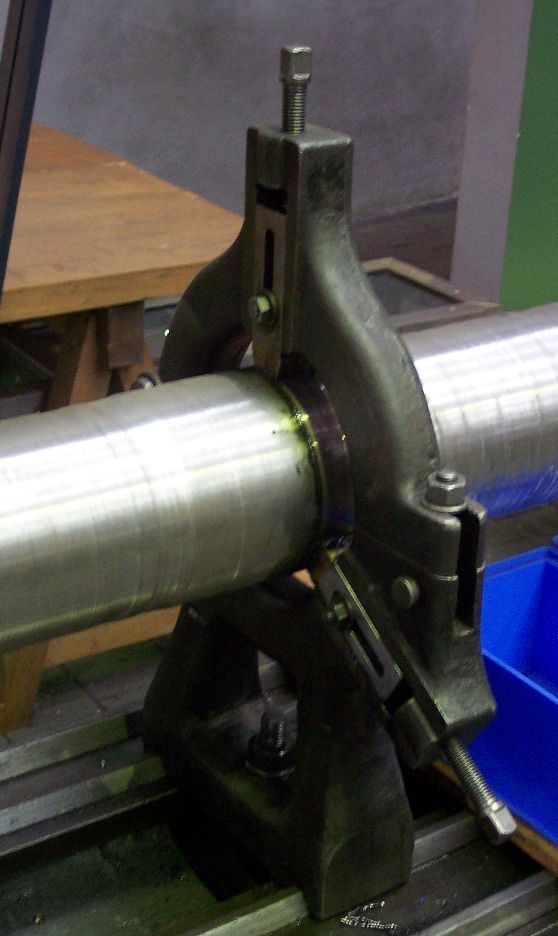
Триточковий люнет на токарному верстаті

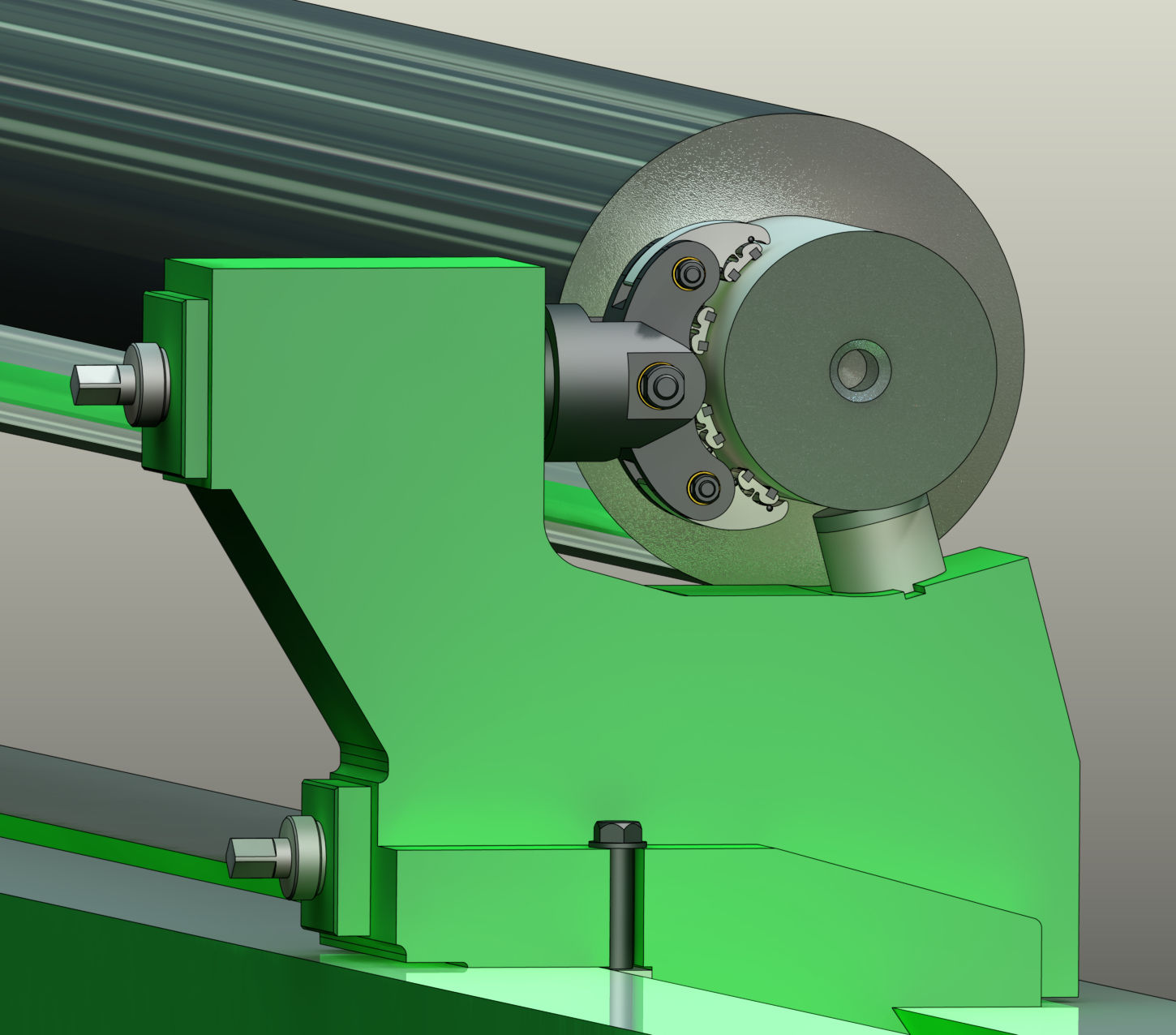
Коригува́льна люнета для поліпшення округлості

Люнет, люнета (від фр. lunette зменш. від фр. lune — місяць) — пристрій (технологічне оснащення), що є опорою для довгомірних нежорстких заготовок, які обертаються під час оброблення.

## Конструктивні особливості
Зазвичай люнет застосовується при токарній обробці, також люнетом називається задня опора в розточувальному верстаті, яка  підтримує вільний кінець заготовки і закріплена на столі верстата.
Люнети бувають з опорами кочення або ковзання: перші носять назву роликові люнети, а другі — кулачкові люнети.
На токарному верстаті люнет може бути закріплений нерухомо до станини, таким чином опора є статичною. Проте для достатньо точних робіт люнет закріплюється на супорті поблизу різця, пересуваючись разом із різцем, рухома опора дозволяє значно зменшити прогин на всій довжині оброблення і таким чином підвищити точність.